# Nikolaj Ivanov (astronom)
Nikolaj Ivanov, var en rysk-sovjetisk astronom.
Minor Planet Center listar honom som upptäckare av tre asteroider.

## Asteroid upptäckt av Nikolaj Ivanov
| 1086 Nata [A]                                 | 25 augusti 1927 |
| 1118 Hanskya [A]                              | 29 augusti 1927 |
| 1224 Fantasia [A]                             | 29 augusti 1927 |
| Upptäckt tillsammans med: A Sergej Beljavskij |                 |